# یواس‌ان‌اس هریس کانتی (تی-ال‌اس‌تی-۸۲۲)
یواس‌ان‌اس هریس کانتی (تی-ال‌اس‌تی-۸۲۲) (به انگلیسی: USNS Harris County (T-LST-822)) یک کشتی بود که طول آن ۳۲۸ فوت (۱۰۰ متر) بود. این کشتی در سال ۱۹۴۴ ساخته شد.